# Stenarctia rothi
Stenarctia rothi là một loài bướm đêm thuộc phân họ Arctiinae, họ Erebidae.